# Sychar

Das Dorf ʿAskar, im Hintergrund der Berg Garizim (zwischen 1950 und 1977)

Sychar (altgriechisch Συχαρ Sychar) ist ein im Evangelium nach Johannes erwähnter Ort in Samarien, den Jesus von Nazareth mit seinen Jüngern auf der Durchreise von Judäa nach Galiläa besuchte (Joh 4,5-6 ). Nahe dieser Ortschaft (polis) befanden sich demnach sowohl ein Feld, das Jakob seinem Sohn Josef geschenkt hatte („Jakobsacker“, vgl. Gen 48,22 ), als auch der Jakobsbrunnen.

## Lokalisierung des Ortes
Einen Ort namens Sychar erwähnen weder die Hebräische Bibel noch die Rabbinische Literatur. Außerhalb des Johannesevangeliums begegnet er erstmals im Itinerarium Burdigalense (333 n. Chr.): im Zuge des seit Kaiser Konstantin aufblühenden christlichen Pilgertourismus ins Heilige Land wurden im 4. Jahrhundert zahlreiche biblische Orte lokalisiert und den Besuchern gezeigt, so auch Sychar und der Jakobsbrunnen.

### Sychar = Sichem (Tell Balāṭa)?
Hieronymus († 420) nahm an, Sychar sei eine Verschreibung des Ortsnamens Sichem. Die Exegese folgte bis ins 20. Jahrhundert der Meinung des Hieronymus, so beispielsweise Theophylaktos Simokates, Hugo Grotius, Johann Albrecht Bengel, Johann Jakob Wettstein und Wilhelm Martin Leberecht de Wette.
Edward Robinson schlug vor, dass Sychar kein Schreibfehler, sondern ein abfälliger Beiname der Stadt Sichem gewesen sei, den diese in der antiken jüdischen Bevölkerung erhalten habe. Er verwies zur Deutung dieses Beinamens auf שֶׁקֶר šæqær „Lüge, Falschheit“ und שִׁכּוֹר šikkôr „Trunkenbold“. Der Ort Sichem wird seit Hermann Thiersch (1903) mit dem Tell Balāṭa am Ostrand der modernen Stadt Nablus identifiziert.

### Sychar = modernes palästinensisches DorfʿAskar?
Sichem war allerdings von Johannes Hyrkanos I. 128/107 v. Chr. zerstört worden. Gustav Hölscher argumentierte: Sichem war „nichts mehr als eine Trümmerstätte, die ... noch Eusebius gekannt hat. Zu des Eusebius Zeit lag sie in der Vorstadt der [unter Vespasian] neuerbauten Stadt Neapolis, die sich damals also bis zur Stelle von Altsichem ausgedehnt hatte; zur Zeit Christi dagegen existierte weder Neapolis noch Sichem. Wenn der Evangelist also die Lage des Jakobsbrunnens nach einer anderen, sonst unbekannten und wohl sehr unbedeutenden Ortschaft Sychar bestimmt, so zeigt er dieselbe merkwürdige sehr genaue Kenntnis Palästinas, die auch an anderen Stellen seines Werkes hervortritt.“ Er zog zur Identifizierung von Sychar das Itinerarium Burdigalense heran, das die Entfernung zwischen Sichem und Sychar mit einer römischen Meile angab. Das passt auf das moderne Dorf ʿAskar, „und der Name der Ortschaft ist offenbar der des alten Sychar.“
Zwar nahm R. A. S. Macalister 1907 an, das Dorf ʿAskar sei erst in arabischer Zeit gegründet worden. Ein Lehrkurs des Deutschen Archäologischen Instituts für Altertumswissenschaft des Heiligen Landes untersuchte 1965 das Gelände des Dorfes und fand in allen Segmenten Keramik- und Glasscherben der Eisenzeit II, der hellenistischen, frührömischen und byzantinischen Periode. Daraus folgt: „Sychar/ʿAskar muß in römischer Zeit, vor allem nach der Zerstörung Sichems (128 bzw. 107 v. Chr.) und vor der Gründung von Neapolis (72 n. Chr.), eine ziemlich große und bedeutende, unbefestigte und darum breit angelegte Ortschaft gewesen sein.“ Hans-Martin Schenke nimmt an, dass die überlebenden Samaritaner, insbesondere die Priester, nach der Zerstörung ihres Tempels auf dem Garizim hierhin ausgewichen seien, da sie ja in Nachbarschaft ihres heiligen Berges bleiben wollten. Sychar/ʿAskar war demnach ein samaritanisches Zentrum. 1972 wurde am Hang des Bergs Ebal beim Dorf ʿAskar eine Grabanlage des 2./3. Jahrhunderts entdeckt. Sie gehörte eine Familie der samaritanischen Oberschicht und barg mehrere aufgebrochene Sarkophage. Die Fassade war nach Süden ausgerichtet, der Eingang mit einer verzierten Steintür verschlossen. Die Grabkammer, deren Wände etwa 1 m hoch erhalten waren, maß 5 × 5 m. An drei Seiten befanden sich je etwa 3 m lange Gräber. In dem zentralen, dem Eingang gegenüber liegenden Grab stand ein repräsentativer, wie eine Ruhebank (Kline) gestalteter Sarkophag, dessen griechische Inschrift die hier Beigesetzten nannte: ΙΟΥΣΤΟΥ ΙΟΥΣΤΟΥ ΘΕΟΦΙΛΟΥ ΚΤΙΣΟΥ ΚΑΙ ΑΡΧΗΛΑΙΔΟΣ ΣΙΜΟΝΟΥ ΑΛΕΞΑΝΔΡΟΥ ΣΥΝΒΙΟΥ Justus, Sohn des Justus, Sohn des Theophilos, der (dieses Grab) angelegt hat, und seine Ehefrau Archelaea, Tochter des Simon, Sohn des Alexander.

## Sychar im Johannesevangelium
Der Jakobsbrunnen liegt etwa 800 m südlich des Dorfes ʿAskar. Da der Ort über eine Quelle verfügt, ist es ungewöhnlich, dass eine Samariterin diesen Brunnen aufsucht, um Wasser zu holen, umso mehr, wenn sie dies in der Mittagszeit tut. Im Kontext des Johannesevangeliums ist dies freilich notwendig, denn am Brunnen begegnet sie dem von der Wanderung ausruhenden Jesus. Dass der Jakobsbrunnen von Reisenden besucht wurde, ist aus der Antike bezeugt und aufgrund seiner Lage plausibel.